# Sonderina
Sonderina là chi thực vật có hoa trong họ Apiaceae.